# 2010 – Andra rymdodyssén
2010 – Andra rymdodyssén (engelska: 2010: Odyssey Two) är en roman av Arthur C. Clarke utgiven 1982. Den är andra delen av serien Rymdodysséerna och en fortsättning på boken 2001 – Ett rymdäventyr. En svensk översättning kom ut 1983. Den filmatiserades 1984 som 2010.

## Handling

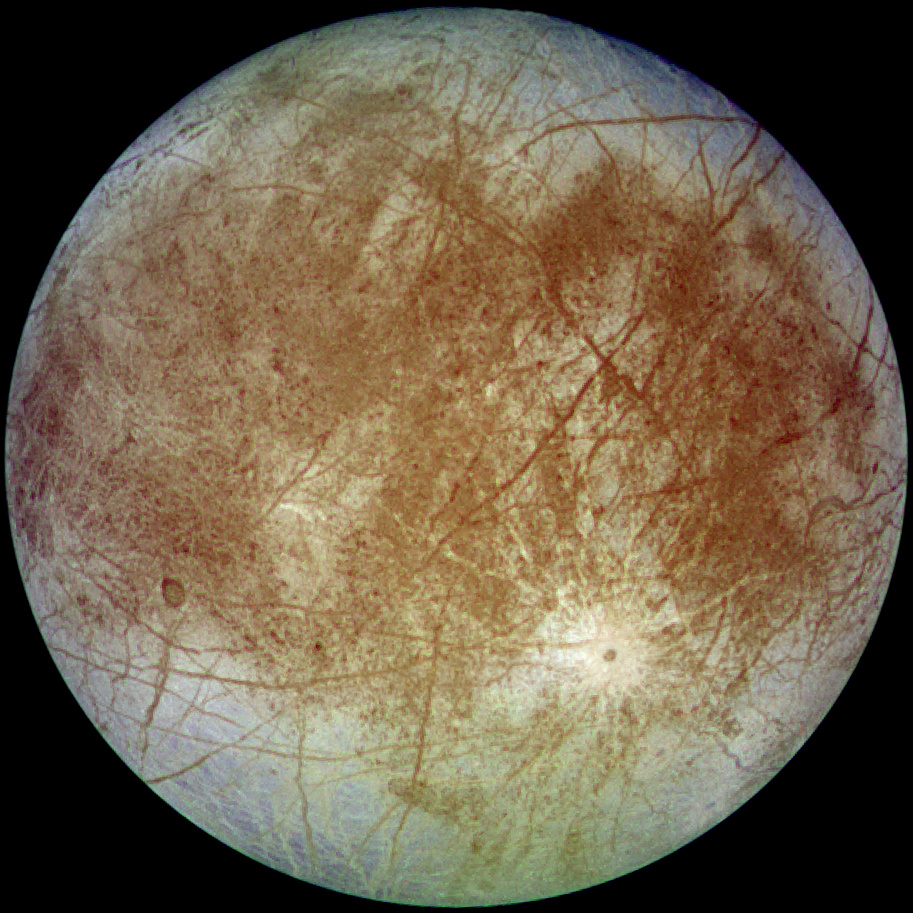
Europa

Boken tar vid nio år efter att 2001 – Ett rymdäventyr slutade. Vi återser Heywood Floyd, professor i astronomi och den som var högste ansvarige för rymdskeppet Discoverys uppdrag att utforska monoliten vid Jupiters måne Io. Floyd har fått sin karriär inom NCA (National Council of Astronautics) förstörd och undervisar vid universitetet på Hawaii. Floyd kontaktas en dag av sin före detta sovjetiske motpart och det framkommer att Discoverys bana inte är stabil och skeppet hotar att krascha in i månen Io. USA bygger Discovery 2 i omloppsbana men skeppet kommer inte bli klart i tid för att rädda Discovery från dess öde. Floyd och hans sovjetiske kollega är ense om att enda sättet att få reda på vad som verkligen hände Discovery och sanningen om monoliterna är att ta sig dit, stabilisera Discoverys bana och att aktivera skeppsdatorn HAL igen. Svaret på deras frågor hoppas de kunna finna i HAL:s minnesbank.
Sovjet erbjuder därför amerikanerna att följa med deras rymdskepp Alexei Leonov (namngiven efter den ryska kosmonauten Aleksej Leonov) med syfte att rädda Discovery, att utreda vad som hände med dess besättning och HAL, samt att utforska monoliten.
Floyd, ingenjören Walter Curnow och Dr. Chandra, professor i datavetenskap och HAL:s konstruktör, följer med ombord på Leonov när rymdskeppet beger sig av mot Jupiter. Resan till dit går problemfritt, men besättningen på Leonov upptäcker att de har konkurrens – Kina har skickat sitt rymdskepp Tsien för att komma först fram och erövra Discovery före den sovjetisk-amerikanska expeditionen och de har ett försprång. Tsien mellanlandar dock på Jupiters måne Europa för att fylla på sitt bränsleförråd ur de stora mängder vatten som finns där. När Tsien landat attraheras primitiva, växtliknande livsformer som lever under isskorpan på Europa av ljuset från skeppet. Tsien förstörs av dessa livsformer och alla i besättningen dör. Leonov når fram till Io och man lyckas stabilisera Discovery. Arbetet inleds med att få Discovery i fungerande skick och att förbereda det för att på egen hand ta sig tillbaka till jorden. Chandra inleder det svåra arbetet med att väcka sin skapelse HAL till liv igen och att reparera de skador som uppstod då Bowman stängde av datorn.
Man får därefter följa Dave Bowmans öde. Hans förvandling till en icke-kroppslig, energibaserad livsform – en avbild av de utomjordiska väsen som kontrollerar monoliterna – rekapituleras från 2001 – Ett rymdäventyr. Därpå skildras hur Bowman, på sina nya herrars befallning, utforskar de vattenlevande, primitiva livsformerna som lever under isskorpan på Europa, samt de flygande livsformerna i Jupiters yttre atmosfär. Bägge är de primitiva, men utomjordingarna bedömer att de på Europa har störst utvecklingspotential. Bowman besöker även jorden och interagerar med personer som varit viktiga under hans liv där; dels sin mor och borstar hennes hår (hon dör kort därefter), dels Betty, den kvinna han älskat för vilken han visar sig och talar med genom hennes TV-apparat.
Bowman återvänder till Discovery och uppenbarar sig för Floyd då denne har nattvakten på rymdskeppets kommandobrygga. Han har ett meddelande att framföra från sina nya herrar: expeditionen måste senast inom femton dagar lämna Jupiter och återvända till jorden. Floyd lyckas inte övertyga de övriga om att faran är verklig förrän den mystiska monoliten försvinner spårlöst. Man inser att Floyd hade rätt, Bowmans varning måste tas på allvar och de förbereder Leonov och Discovery för avfärd mot jorden. Genom att använda Discovery som startraket kan de påbörja sin avfärd tidigare än beräknat. Frågan är dock hur HAL kommer att reagera då den inser att besättningen tänker lämna HAL kvar i fara? Chandra förklarar att det enda etiskt riktiga alternativet är att förklara situationen fullständigt för HAL och att lita på att HAL är lojal mot uppdraget. Chandra förklarar till slut situationen för HAL som tycks förstå och acceptera. Medan förberedelserna för avresan görs observerar man en växande svart fläck på Jupiters yta. Det visar sig vara små monoliter – ett slags von Neumann-maskiner, självreplikerande "byggmaskiner", som förökar sig exponentiellt och som börjat bearbeta planeten.
Under flykten från Jupiter fortsätter besättningen på Leonov att observera det som händer. De von Neumannska maskinerna har till sist bearbetat hela den gasrika planeten, ökat dess täthet tillräckligt för att en fusionsprocess skall kunna påbörjas. Jupiter tänds som en ny stjärna och dess värme och ljus gör det möjligt för det primitiva liv som finns på Europa att bryta igenom den smältande isen och utvecklas. På jorden, där den nya solen lyser på nätterna, får den namnet Lucifer (latin för ljusbringaren).
Dave Bowman har dock ytterligare ett meddelande kvar att sända till mänskligheten från utomjordingarna. Med HAL:s hjälp sänder han ut följande budskap via Discoverys skeppsradio: "ALLA DESSA VÄRLDAR ÄR ERA – UTOM EUROPA. FÖRSÖK INTE LANDA DÄR." Meddelandet repeteras ända tills chockvågen från Jupiter når skeppet och förstör detta. I sista ögonblicket omvandlas HAL till samma existenstillstånd som Bowman av utomjordingarna och blir dennes följeslagare.
Romanen avslutas med en epilog, där man besöker Jupiters måne Europa år 20001 e. Kr. Tack vare den nya solen har intelligenta livsformer börjat utvecklas ur de primitiva livsformerna. Hos dessa berättas myter och sägner om gudarna som skapade den "kalla solen" och den "varma solen" (Lucifer). Romanen avslutas med en förutsägelse om att denna nya civilisation en dag ska upptäcka att de inte är ensamma i vårt solsystem och att de själva då ska börja utforska universum.

## Om boken
Arthur C. Clarke skall ha fått inspiration till idéerna om livsformer kring varma källor under isen på Europa från den biologiska djuphavsforskningen, som under 1970-talet nått stora framsteg.